# Mount Saw
Mount Saw ist ein isolierter Berg im ostantarktischen Kempland. Er ragt 27 km südsüdöstlich des Mount Cook auf.
Luftaufnahmen der Australian National Antarctic Research Expeditions (ANARE) dienten seiner Kartierung. Das Antarctic Names Committee of Australia benannte ihn nach 1965 nach Brian Saw, Hubschrauberpilot bei der 1965 mit dem Schiff Nella Dan durchgeführten ANARE-Kampagne unter der Leitung des australischen Polarforschers Phillip Law.